# Jurské
Jurské es un municipio del distrito de Kežmarok en la región de Prešov, Eslovaquia, con una población estimada a final del año 2024 de 1504 habitantes.
Se encuentra ubicado al noroeste de la región, cerca del río Poprad (cuenca hidrográfica del río Vístula) y de la frontera con Polonia.

## Demografía
| Año        | 1994 | 2004     | 2014     | 2024     |
| ---------- | ---- | -------- | -------- | -------- |
| Población  | 611  | 823      | 1145     | 1504     |
| Diferencia |      | +34,69 % | +39,12 % | +31,35 % |

| Año        | 2023 | 2024    |
| ---------- | ---- | ------- |
| Población  | 1464 | 1504    |
| Diferencia |      | +2,73 % |